# هاري ريموند إيستلاك
هاري ريموند إيستلاك الابن (بالإنجليزية: Harry Raymond Eastlack, Jr.)‏ (ولد في 17 نوفمبر 1933 وتوفي في 11 نوفمبر 1973)، كان صاحب إحدى أشهر حالات خلل التنسج الليفي المعظم المترقي المعروف اختصارًا باسم FOP في القرن العشرين. تعتبر حالته معروفة بشكل خاص لدى كل من العلماء والباحثين بسبب مساهمته في التقدم الطبي. بعد معاناته من حالة مرضية وراثية نادرة ومسببة للإعاقة وغير معروفة العلاج حتى الآن، قرر إيستلاك التبرع بهيكله العظمي وسجلاته الطبية الشخصي لمتحف موتر التابع لكلية الأطباء في فيلادلفيا دعمًا للبحث العلمي المتعلق بمرضه. يعتبر هيكله العظمي واحدًا من الهياكل القليلة الموضحة لمرض خلل التنسج الليفي المعظم المترقي والمحفوظة بشكل كامل في العالم، وقد أثبت هذا الهيكل قيمته الكبيرة في دراسة المرض.
كما هو حال المصابين بهذا المرض، لم يبد إيستلاك أي عرض أو علامة منذرة بالمرض عند الولادة عدا عن خلل في تشكل إبهامي القدمين. في ذلك الوقت لم تكن هذه العلامة معروفة بعد بكونها أول علامة سريرية للمرض. لم تظهر أولى علامات النمو العظمي الشاذ حتى عام 1937. لدى وفاة إيستلاك، حمل هيكله العظمي طبقات من العظم على امتداد الفقرات، والتي التحمت وثبتت جمجمته، بالإضافة إلى فروع من العظام على امتداد أطرافه، والتي شلت حركة كتفيه ومرفقيه ووركيه وركبتيه. توفي في فيلادلفيا نتيجة إصابته بذات رئة قصبية قبل ستة أيام من عيد ميلاده الأربعين.

## تشخيص المرض
في حين يمكن أن يبدأ النمو العظمي الشاذ بشكل عفوي لدى مرضى خلل التنسج الليفي المعظم المترقي، عانى إيستلاك من هذا التعظم للمرة الأولى -كما هو حال معظم المصابين- بعد الإصابة بمرض أو برض أدى إلى تحريض تكاثر النسيج العظمي. كان عمره نحو أربع سنوات حين أصابته سيارة مسرعة مؤدية إلى أذية في فخذه الأيسر بعد أن كان يلعب في الخارج مع أخته هيلين. أُسعف إلى المشفى حيث وضعت ساقه وفخذه في جبيرة قبل إعادته إلى المنزل. لم يلتئم الكسر بشكل صحيح أبدًا، وعند إزالة الجبيرة بعد عدة أشهر كانت منطقة الكسر منتفخة بشكل مؤلم مع فعالية التهابية شديدة.
لم يتخذ الأطباء أي إجراء وبعدها بفترة قصيرة بدأ إيستلاك يعاني من نوبة التعظم الشاذ الأولى. أصبح يعاني من صعوبة في تحريك مفاصل الوركين والفخذين. عندما ذهب إلى المشفى من أجل ذلك، طلب الطبيب صورًا شعاعية ظهرت فيها ترسبات عظمية على عضلات فخذه. لم يتمكن الأطباء من تشخيص الحالة بعد رؤية هذا المظهر، واستمر الوضع بالتطور بالشكل التشريحي الكلاسيكي الذي يفعله هذا المرض. وسرعان ما عانى إيستلاك من هجمات أصابت ظهرى وعنقه وصدره.
في المحاولات التي أجريت من أجل تشخيص وعلاج إيستلاك، طلب الأطباء أخذ خزعات وإجراء ما مجموعه 11 عملية جراحية لاستئصال التعظم الفائض والشاذ، مثل الموجود على عضلات فخذيه. لكن حالة إيستلاك تفاقمت نتيجة هذه الإجراءات وعادت الصفائح العظمية أثخن وأكثر انتشارًا. وأخيرًا في عام 1938 بعد مرور عام على الحادثة وصل الأطباء إلى تشخيص التهاب العضلات التعظمي المترقي، والمعروف حاليًا باسم خلل التنسج الليفي المعظم المترقي.

## بقية حياته وتطور المرض
نتيجة الجهل بعواقب الجراحة على المصابين بمرض FOP، أدخل الطبيب إيستلاك إلى المشفى وأجرى له جراحة على الورك في عام 1941 مما أدى إلى تفاقم تحدد الحركة الجسدية. مع مرور الوقت أصبحت حركته محدودة أكثر فأكثر إذ أصبحت مفاصله ملتحمة وأدت الطبقات والحبال الجديدة المتراكمة من العظام إلى تصليب أطرافه. في عام 1944 أعيد إدخال إيستلاك إلى المشفى بغرض الدراسة مما أكد أن العضلات الملساء والأربطة والأوتار المتصلبة قد أصبحت بالفعل عظامًا ناضجة. أدى التعظم الذي عاناه إيستلاك خلال الأعوام الـ 29 اللاحقة على امتداد الفقرات وأجزاء تشريحية أخرى في النهاية إلى تثبيته بوضعية محدبة منحنية إلى الأبد.
تطورت الحالة المرضية لإيستلاك بشكل أكثر سرعة من المتوقع نتيجة عدد من الجراحات الاستقصائية التي خضع لها. في عام 1948 عندما كان عمره 15 عامًا، تصلب فكه والتحم بشكل يمنعه من أكل الطعام الصلب ولم يتمكن من الحديث دون أن يشد على أسنانه. في عمر مبكر عانى من مصاعب في الجلوس بالإضافة إلى ذلك. كان وركاه من أجزاء جسده الأولى التي أصبحت غير قادرة على الحركة بسبب التعظم الشاذ. بعد فترة قريبة، تشكل نسيج عظمي على عضديه وامتد وصولًا إلى عظم القص في منتصف الصدر، مثبتًا يديه على صدره. انتشرت طبقات من العظم على امتداد ظهره وامتدت شرائط عظمية من هناك إلى جمجمته مانعة إياه من تحريك رأسه بشكل طبيعي. أدت التشكلات العظمية الجديدة على مدى الأعوام إلى تشكيل نواتئ عظمية على حوضه وفخذيه وأدى إلى تشوه قدميه وانحرافهما بشكل يدعى باسم (قدم مضرب الغولف). في أحد الأعوام صدم مؤخرته بالمدفأة بطريق الخطأ، أدى هذا إلى تشكل كدمة تخرب فيها النسيج الرخو مفسحًا الطريق للعظم المتشكل حديثًا. في النهاية، لم يبق إيستلاك قادرًا على تحريك أي جزء من جسده فيما عدا عينيه وشفتيه ولسانه.
مع ترقي المرض، عانى إيستلاك بشكل متزايد من صعوبات في إجراء الحركات الروتينية والعناية الشخصية. في البداية كانت والدته هيلين هي من اعتنى به. ولكن عندما وصل إيستلاك إلى عمر العشرين أصبحت والدته ضعيفة وغير قادرة على الاستمرار في العناية به. نُقل لاحقًا إلى دار للرعاية في فيلادلفيا تعرف اليوم باسم الدار الإنجليزية.

## وفاته
توفي إيستلاك في الدار الإنجليزية التي كانت مخصصة لمساعدة ذوي الاحتياجات الخاصة من الطبقات محدودة الدخل. مع اقترابه من أعوام حياته الأخيرة، احتاج إلى مساعدة على الوقوف واستخدم عكازًا ليتمكن من جر نفسه. خلال الوقت الذي قضاه هناك، كُسرت ساقه اليمنى ويقال إن الكسر قد التأم بزاوية غير سليمة. نتيجة ذلك قضى سنوات طريح الفراش مما أدى إلى إصابته بذات رئة قصبية نتيجة غياب الحركة الجسدية. نتيجة التعظم في أضلاعه، لم تتمكن رئتاه من التمدد بشكل كاف مما أعاق قدرته على السعال وإخراج المفرزات. قبيل وقت وفاته، أخبر إيستلاك أخته هيلين بأنه يرغب في التبرع بجسده وسجلاته الطبية من أجل البحث العلمي، بغية أن يتمكن الباحثون من تسليط الضوء بشكل أوضح على حالته وفهمها بشكل أوضح. في الحادي عشر من نوفمبر عام 1973 قبل عيد ميلاده الأربعين بست أيام فقط، توفي إيستلاك متأثرًا بالالتهاب الرئوي.

## المساهمات الطبية
أصبح منزل إيستلاك في فيلادلفيا مركزًا للأبحاث العلمية المتعلقة بخلل التنسج الليفي المعظم المترقي الذي تركز الكثير منه في جامعة بنسلفانيا. بوجود هيكله العظمي المعروض أمام الرواد، يقود الأطباء والأساتذة على حد سواء طلابهم إلى متحف موتر من أجل مشاهدة نتيجة هذه الحالة المرضية النادرة على أرض الواقع. بما أن العمليات الجراحية والإجراءات التشخيصية للمصابين تفاقم من المرض، كانت إمكانية دراسة الهيكل العظمي لإيستلاك أمرًا هامًا للبحث العلمي. على سبيل المثال في عام 2006، تمكن فريق من العلماء والباحثين من جامعة بنسلفانيا بقيادة فردريك كابلان من تمييز مورثة محددة مسؤولة عن المرض تدعى باسم المورثة ACVR1. كما يقال إن هيكل إيستلاك العظمي كان مرجعًا مهمًا لهذا الاكتشاف الطبي.
حصلت الجمعية الدولية لخلل التنسج الليفي المعظم المترقي أيضًا على حقوق الوصول إلى هيكل إيستلاك العظمي من أجل العرض والأغراض العلمية في الاجتماعات الطبية والندوات الدولية عن المرض، والتي يحضرها الأطباء والباحثون والمرضى. على سبيل المثال، سُجل حضور أكثر من 43 عائلة لندوة من يومين أجريت في فيلادلفيا في أكتوبر عام 1995 للاستماع إلى جراحي العظمية والأطباء الذين ناقشوا تفاصيل المرض. خلال هذه الندوة استُخدم الهيكل العظمي لإيستلاك كمرجع للملاحظة والمقارنة.

## الذكر في الثقافة الشعبية
في فيلم صدر عام 2009 باسم الواشي (Tell-Tale) مستمدًا من رواية إدغار ألان بو باسم القلب الواشي (Tell-Tale Heart). يُذكر إيستلاك ويشار إليه باسم هاري إلريتش. يحدث هذا الذكر في مشهد تكون فيه الشخصيات في متحف، ويشيرون إلى هيكل عظمي. يقدم المشهد عددًا من المعلومات الحقيقية، مثل أن هيكل إيستلاك لا يحتاج إلى أي أسلاك أو صمغ لتثبيته في المتحف لأن العظام الملتحمة تثبته كقطعة واحدة.